# Мейкл, Джейми
Дже́йми Мейкл (англ. Jamie Meikle; род. 1965, Торонто) — валлийский кёрлингист.
В составе мужской сборной Уэльса участник чемпионата мира 1995 и девяти чемпионатов Европы (лучший результат — седьмое место в 1994 году).
Играл на позициях третьего и четвёртого, на двух чемпионатах Европы был скипом команды.

## Команды
| Сезон   | Четвёртый    | Третий       | Второй        | Первый            | Запасной                           | Турниры            |
| ------- | ------------ | ------------ | ------------- | ----------------- | ---------------------------------- | ------------------ |
| 1989—90 | Эдриан Мейкл | Джейми Мейкл | Хью Мейкл     | Nick Leslie       |                                    | ЧЕ 1989 (8 место)  |
| 1994—95 | Эдриан Мейкл | Джон Хант    | Джейми Мейкл  | Хью Мейкл         |                                    | ЧЕ 1994 (7 место)  |
| 1994—95 | Джейми Мейкл | Эдриан Мейкл | Джон Хант     | Хью Мейкл         | Крис Уэллс                         | ЧМ 1995 (10 место) |
| 1995—96 | Эдриан Мейкл | Джейми Мейкл | Джон Хант     | Хью Мейкл         | Крис Уэллс                         | ЧЕ 1995 (13 место) |
| 1997—98 | Эдриан Мейкл | Джейми Мейкл | Джон Хант     | Хью Мейкл         | Крис Уэллс                         | ЧЕ 1997 (8 место)  |
| 2004—05 | Эдриан Мейкл | Джейми Мейкл | John Sharpe   | Andrew Tanner     | Крис Уэллс                         | ЧЕ 2004 (9 место)  |
| 2005—06 | Эдриан Мейкл | Джейми Мейкл | Stuart Hills  | Andrew Tanner     | Хью Мейкл тренер: Elizabeth Meikle | ЧЕ 2005 (12 место) |
| 2005—06 | Эдриан Мейкл | Джейми Мейкл | Andrew Tanner | Kjell-Arne Olsson |                                    |                    |
| 2006—07 | Эдриан Мейкл | Джейми Мейкл | Stuart Hills  | Andrew Tanner     | Colin Morrison                     | ЧЕ 2006 (10 место) |
| 2007—08 | Джейми Мейкл | Stuart Hills | Andrew Tanner | James Pougher     | Эдриан Мейкл тренер: Хью Мейкл     | ЧЕ 2007 (17 место) |
| 2008—09 | Джейми Мейкл | Stuart Hills | Andrew Tanner | James Pougher     | Эдриан Мейкл тренер: Хью Мейкл     | ЧЕ 2008 (16 место) |

(скипы выделены полужирным шрифтом)

## Частная жизнь
Родился и вырос в Канаде, куда временно из Уэльса выезжали в 1960-х его родители.
Из семьи кёрлингистов. Его отец — Хью Мейкл, валлийский кёрлингист и один из создателей Ассоциации кёрлинга Уэльса (англ. Welsh Curling Association). Джейми неоднократно играл вместе с отцом в сборной команде Уэльса на международных турнирах. Кёрлингистами являются и его старший брат Эдриан Мейкл, с которым Джейми тоже много лет играл в одной команде, и его мать Элизабет Мейкл (англ. Elizabeth Meikle).